# جوي فان دن بيرغ
جوي فان دن برغ (بالهولندية: Joey van den Berg)‏ (13 فبراير 1986 في هولندا - ) هو لاعب كرة قدم هولندي في مركز الوسط. لعب مع بي إي سي زفوله وغو أهد إيغلز ونادي هيرنفين والمير سيتي.

## وصلات خارجية
- جوي فان دن بيرغ على موقع قاعدة بيانات كرة القدم.إي يو (الإنجليزية)
- جوي فان دن بيرغ على موقع Soccerbase.com (لاعب) (الإنجليزية)
- جوي فان دن بيرغ على موقع Soccerway.com (الإنجليزية)